# Lazer Guided Melodies
Lazer Guided Melodies è il primo album discografico in studio del gruppo musicale space rock inglese Spiritualized, pubblicato nel 1992.

## Tracce
1. You Know It's True / If I Were with Her Now / I Want You - 13:12    (Red)
2. Run / Smiles / Step into the Breeze / Symphony Space - 14:45    (Green)
3. Take Your Time / Shine a Light - 14:09    (Blue)
4. Angel Sigh / Sway / 200 Bars - 18:54    (Black)

## Formazione
- Jason Pierce - chitarra, piano, voce
- Kate Radley - tastiere, voce
- Mark Refoy - chitarra
- Will Carruthers - basso
- Jonny Mattock - batteria, percussioni